# Senecio recurvatus
Senecio recurvatus là một loài thực vật có hoa trong họ Cúc. Loài này được Kunth miêu tả khoa học đầu tiên.